# Semaine de la critique
 (novembre 2016).
Si vous disposez d'ouvrages ou d'articles de référence ou si vous connaissez des sites web de qualité traitant du thème abordé ici, merci de compléter l'article en donnant les références utiles à sa vérifiabilité et en les liant à la section « Notes et références ».
Pour les articles homonymes, voir Sic (homonymie) et Semaine internationale de la critique.
La Semaine de la critique (anciennement nommée Semaine internationale de la critique ou SIC jusqu'en 2008) est une section parallèle du Festival de Cannes, créée en 1962 et organisée par le Syndicat français de la critique de cinéma.

## Historique

Ancien logo.

L’histoire de la Semaine de la critique débute au cours du printemps 1961 et du quatorzième Festival International du Film de Cannes. À l’initiative de l’Association française de la critique de cinéma, le Festival projette Connection de Shirley Clarke, faux documentaire et adaptation de la pièce homonyme de Jack Gelber. Financé par une production indépendante, le film ne correspond pas aux habitudes des grands festivals. Ce film crée l'événement en faisant salle comble dans un Festival de Cannes rompu aux lois des grands producteurs et peu sensible au cinéma indépendant et aux tendances nouvelles du cinéma.
À la suite du succès remporté par la projection de Connection, Robert Favre Le Bret, délégué général du Festival, confie à l’Association française de la critique le soin de programmer la salle Jean Cocteau durant une semaine, à l’occasion du prochain Festival. La critique et cinéaste Nelly Kaplan propose alors le nom de « Semaine de la critique », qui est la plus ancienne des sections parallèles du festival de Cannes.
Cette manifestation a pour objectif de sélectionner des premiers ou seconds films de cinéastes et promouvoir la jeune création cinématographique,. Chaque année, 7 longs métrages et 10 courts métrages sont sélectionnés pour la compétition.
Depuis 1962, la Semaine connaît plusieurs évolutions, avec l'arrivée des courts métrages en 1988 et l'adjonction de séances spéciales en 2000. La Semaine de la critique projette toujours un nombre réduit de films afin de leur offrir une plus grande visibilité et un meilleur soutien pendant le Festival[réf. souhaitée], et la majorité des projections ont lieu à l’Espace Miramar depuis l'édition 1998. Toutefois, l’ambition reste la même : permettre à la critique française de défendre et explorer au mieux la jeune création cinématographique et continuer à révéler des cinéastes du monde entier[non neutre].
Le poste de délégué général a été successivement tenu par Georges Sadoul (1962-1967), Louis Marcorelles (1968-1974, 1983), Olivier Barrot (1975), Bernard Trémège (1975-1982), Jean Roy (1984-1999), José Maria Riba (2000-2001), Claire Clouzot (2002-2004), Jean-Christophe Berjon (2005-2011), Charles Tesson (2012-2021), puis Ava Cahen (depuis 2022),.
En 2018, la Semaine de la critique est, avec le Festival de Cannes et la Quinzaine des réalisateurs, la première à signer la Charte pour la parité et la diversité dans les festivals de cinéma portée par le Collectif 50/50. Elle s'engage ainsi à fournir des statistiques genrées, en particulier sur le nombre de films soumis à sélection, de publier la liste des membres des comités de sélection et programmateurs et enfin de s'engager sur un calendrier de transformation des instances dirigeantes pour parvenir à la parfaite parité.

## Prix décernés

### Prix décernés par le jury de la Semaine de la critique
- Grand Prix Ami Paris (décerné à un long métrage)
- Prix French Touch du Jury (décerné à un long métrage)
- Prix Découverte Leitz Cine du court métrage
- Prix Fondation Louis Roederer de la Révélation

### Prix décernés par des partenaires
- Prix Fondation Gan à la diffusion (aide aux distributeur français du film lauréat)
- Prix SACD de la Semaine de la Critique[8]
- Prix Canal+ du court métrage (achat des droits du film primé pour diffusion à l’antenne)

### Autres prix
- Prix Caméra d'or (récompense le meilleur premier long métrage parmi toutes les sélections du festival)

## Membres du jury[9]

### 2011 -50esemaine de la critique lors du64efestival de Cannes[10]
- Président du jury : Lee Chang-dong, Corée du Sud
- Scott Foundas, Etats-Unis
- Nick James, Royaume-Uni
- Sergio Wolf, Argentine
- Cristina Piccino, Italie

### 2012 -51esemaine de la critique lors du65efestival de Cannes
- Président du jury : Bertrand Bonello, France
- Francisco Ferreira, Portugal
- Akiko Kobari, Japon
- Robert Koehler, Etats-Unis
- Hanns-Georg Rodek, Allemagne

### 2013 -52esemaine de la critique lors du66efestival de Cannes
- Président du jury : Miguel Gomes, Portugal
- Dennis Lim, Etats-Unis
- Alin Tasciyan, Turquie
- Alex Vicente, Espagne
- Neil Young, Royaume-Uni

### 2014 -53esemaine de la critique lors du67efestival de Cannes
- Présidente du jury : Andrea Arnold, Royaume-Uni
- Daniela Michel, Mexique
- Fernando Ganzo, Espagne
- Jordan Mintzer, États-Unis
- Jonathan Romney, Royaume-Uni

### 2015 -54esemaine de la critique lors du68efestival de Cannes
- Présidente du jury : Ronit Elkabetz, Israël
- Katell Quillévéré, France
- Peter Suschitzky, Royaume-Uni
- Andréa Picard, Canada
- Boyd van Hoeij, Pays-Bas

### 2016 -55esemaine de la critique lors du69efestival de Cannes
- Présidente du jury : Valérie Donzelli, France
- Alice Winocour, France
- Nadav Lapid, Argentine
- David Robert Mitchell, États-Unis
- Santiago Mitre, Argentine

### 2017 -56esemaine de la critique lors du70efestival de Cannes
- Président du jury : Kleber Mendonça Filho, Brésil
- Diana Bustamante Escobar, Colombie
- Eric Kohn, États-Unis
- Hania Mroué, Liban
- Niels Schneider, France

### 2018 -57esemaine de la critique lors du71efestival de Cannes
- Président du jury : Joachim Trier, Norvège
- Chloë Sevigny, États-Unis
- Nahuel Pérez Biscayart, Argentine
- Eva Sangiorgi, Italie
- Augustin Trapenard, France

### 2019 -58esemaine de la critique lors du72efestival de Cannes
- Président du jury : Ciro Guerra, Colombie
- Amira Casar, France, Royaume-Uni
- Marianne Slot, France, Danemark
- Djia Mambu, Belgique, République Démocratique du Congo
- Jonas Carpignano, Italie, États-Unis

### 2021 -60esemaine de la critique lors du74efestival de Cannes
- Président du jury : Cristian Mungiu, Roumanie
- Didar Domehri, France
- Camélia Jordana, France
- Michel Merkt, Suisse
- Karel Och, République Tchèque

### 2022 -61esemaine de la critique lors du75efestival de Cannes
- Présidente du jury : Kaouther Ben Hania, Tunisie
- Ariane Labed, Grèce
- Benedikt Erlingsson, Islande
- María Zamora, Espagne
- Moon-yung Huh, Corée du Sud

### 2023 -62esemaine de la critique lors du76efestival de Cannes
- Présidente du jury : Audrey Diwan, France
- Rui Poças, Portugal
- Meenakshi Shedde, Inde
- Franz Rogowski, Allemagne
- Kim Yutani, États-Unis

### 2024 -63esemaine de la critique lors du77efestival de Cannes
- Présidente du jury : Sylvie Pialat, France
- Ben Croll, Canada
- Iris Kaltenbäck, France
- Virginie Surdej, Belgique, Pologne
- Eliane Umuhire, Rwanda

### 2025 -64esemaine de la critique lors du78efestival de Cannes
- Président du jury : Rodrigo Sorogoyen, Espagne
- Jihane Bougrine, Maroc
- Josée Deshaies, Canada, France
- Yulia Evina Bhara, Indonésie
- Daniel Kaluuya, Royaume-Uni